# Josef Formánek

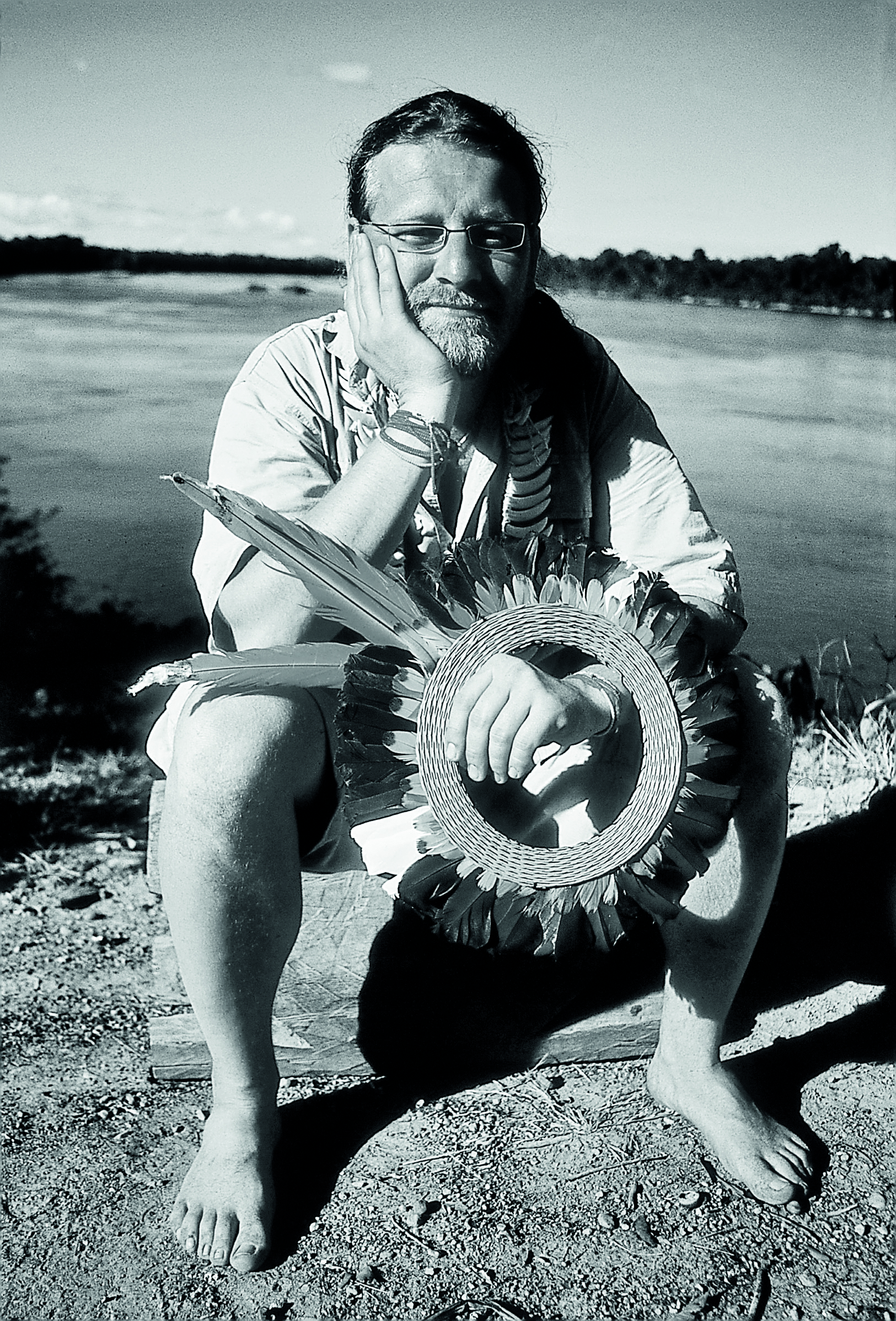
Josef Formánek

Josef Formánek (* 16. Juni 1969 in Ústí nad Labem) ist ein tschechischer Schriftsteller, Journalist und Globetrotter.

## Leben
Er besuchte die Technische Mittelschule in Roudnice nad Labem. Im Jahr 1992 gründete er zusammen mit Miroslav Urbánek das Geographiemagazin Koktejl. Fast dreizehn Jahre war er dort Chefredakteur und bereiste im Zuge dieser Tätigkeit über dreißig Länder der Erde, wobei ihn insbesondere die indonesische Insel Siberut inspirierte.
Er arbeitete auch an der Gründung der Zeitschriften Ozean, Everest, Phönix,  Kleopatra, Die Braut und der Kinderzeitschrift Das Reich der Wunder mit. Er initiierte ebenfalls die Umsetzung des Requalifizierungskurses „Redakteur einer Zeitschrift“, der direkt in den Redaktionsräumen des Magazins Koktejl stattfand und an dem mehrere bekannte Fotografen, Globetrotter und Autoren mitarbeiteten. Heute widmet sich Formánek ausschließlich der Schriftstellerei. Bisher hat er sechs Bücher geschrieben. Formánek ist Vater der Töchter Karolin und Nina, die er gern eines Tages mit auf die Insel Siberut nehmen möchte, um Ihnen die Weisheit der Einheimischen und den geheimnisvollen Zauber des Dschungels zu zeigen.

## Der Autor und die Insel Siberut
Josef Formánek besuchte Siberut vier Mal. In den Jahren 1997 und 2000 war er auf dieser Insel, die sich im Indischen Ozean westlich von Sumatra befindet, für ungefähr ein halbes Jahr. Seine weitere Reise dorthin unternahm er im Rahmen einer humanitären Mission nach dem Tsunami im Dezember 2004. Die letzte Reise dorthin unternahm er im Jahre 2013. Die sogenannten „Naturvölker“ faszinieren den Autor und die Insel Siberut empfindet er inzwischen als seine zweite Heimat. Die Erlebnisse dort und die Begegnungen mit den Angehörigen des Stammes der Mentawai beschrieb er in den Reiseberichten seines Erstlingswerks und dem bis dahin vorletzten Werk „Der Sohn des Windes und der Vollbusige Mann“ (Syn Větru a Prsatý muž). Vor der Abfahrt dorthin brachte er sich die Grundlagen der Mentawaianischen Sprache mit Hilfe eines von Missionaren verfassten Wörterbuches „Deutsch-Mentawaianisch“ bei. Zum ersten Mal besuchte er Siberut mit zwei Freunden für zwei Monate. Zum zweiten Mal verbrachte er auf der Insel 3 Monate zusammen mit einem Studenten, der an der Karlsuniversität Indonesisch studiert hat. Bei dieser Reise sammelte Formánek verschiedene Artefakte für eine Ausstellung. Er ließ sich eine rituelle Mentawaianische Tätowierung auf den Oberkörper aufbringen, die mit Hilfe geometrischer Muster den Lebensgeber darstellt – die Sonne und den Dschungel. Schon mehr als zehn Jahre trägt er schamanische Ringe aus Korallen in Rot und Grün, die vor bösen Geistern schützen sollen.
Im Herbst des Jahres 2002 stellte er im Nationalmuseum verschiedene Artefakte und Fotografien  in einer Ausstellung mit dem Namen „Siberut – die Augen der Geister“ aus. Diese Ausstellung lief im Rahmen der Aktion „Die Geheimnisse Indonesiens“, die Josef Formánek gemeinsam mit Jiří Hanzelka, Miroslav Zikmund, Rudolf Švaříček und Miloslav Stingl organisiert hat. Weitere Ausstellungen seiner Exponate wurden in Prachatice und in Karlsbad organisiert. Nach dem Tsunami in Indonesien am 26. Dezember 2004 realisierte er im Rahmen einer Initiative des Galeristen Hruška ein Projekt mit dem Namen „Wir sind nicht allein“, mit dem er die Opfer der Flutkatastrophe unterstützen wollte. Sechsundsechzig keramische Köpfe von tschechischen Künstlern wurden bemalt und versteigert. Josef Formánek hat sich als Freiwilliger an einer Mission des Tschechischen Roten Kreuzes beteiligt und das erwähnte Hilfsmaterial nach Aceh auf Sumatra und auf die Insel Siberut gebracht. Bei dieser zweimonatigen Reise unterzog er sich auf Siberut einem schamanischen Einweihungsritual. Formánek versuchte gegen das Wirken von Missionaren in noch nicht zivilisierten Dschungelgegenden vorzugehen. Im Jahre 1995 schrieb er einen offenen Brief an Papst Johannes Paul II., im Gegenzug wurde ihm ein Gespräch mit dem Prager Nuntius Giovanni Coppa gewährt. Bei diesem Gespräch erntete Formánek jedoch kein Verständnis für seine Sache.

## Das Werk
Der Etappe des Schriftstellers Formánek ging die Etappe des Globetrotters voraus. Entdecken und Erkennen, eben die Dinge, die er aus den Büchern berühmter Weltreisender kannte und in der Jugend so gerne las, wurden für ihn zur Inspiration. Aus den unzähligen Reiseerfahrungen wuchs der Wunsch, das neu Erfahrene auszutauschen, unabhängig davon, ob dies im Rahmen einer Reportage oder eines Buches geschieht. Er schrieb sechs Bücher, die im Verlag Smart Press s.r.o. und im Verlag Gekko Distribution erschienen sind. An seinem Erstlingswerk „Der Vollbusige Mann und der Dieb der Geschichten“ arbeitete er sieben Jahre. Es erschien im Jahr 2003 und wurde zum erfolgreichsten Romandebüt des Jahrzehnts – bisher wurden mehr als 72000 Exemplare verkauft. Zurzeit wurde wegen des großen Lesererfolgs schon die zwölfte Ausgabe (Juni 2013) und ein Hörbuch herausgegeben, die von Jiří Štěpníček, einem Schauspieler des Nationaltheaters gelesen wird. Das zweite Buch, „Der Fliegende Jaguar“ (Létající Jaguár), erschien im Jahre 2004. Es wurde in Rekordzeit erschaffen. Der Schriftsteller wettete mit seinem Herausgeber Ivan Železný, dass er einen Roman innerhalb von zwölf Stunden schreibt (am Ende schaffte er es in noch kürzerer Zeit – 11 Stunden und 19 Minuten). Der Verleger hat ihn dann nach weiteren zwölf Stunden herausgegeben. Der Erlös der ersten Ausgabe wurde dann dem neu eröffneten Pavillon des Elefantengeheges des Prager ZOO gewidmet. Das dritte Buch von Formánek, „Die Wahrheit Sprechen“ (Mluviti Pravdu), erschien im Jahr 2008. Es wurden bisher 34000 Exemplare verkauft. Gegenwärtig schreibt der Hollywood-Drehbuchautor Mitch Markowitz ein Drehbuch nach dieser Vorlage. Das vierte Buch „Ich Starb am Samstag“ (Umřel jsem v Sobotu), an dem er zwei Jahre gearbeitet hat, wurde im Jahr 2011 herausgegeben. Das bisher vorletzte Buch, „Der Sohn des Windes und der Vollbusige Mann“ hatte seine Premiere im Jahr 2013. Das letzte Buch, „Das Lächeln der Traurigen Männer“ (Úsměvy Smutných Mužů) erschien im Jahr 2014. Alle Werke vereinen Autobiographie, Vielschichtigkeit der verarbeiteten Geschichten und eine formale Gliederung in zahlreiche Kapitel und Unterkapitel, Illustrationen des Zeichners Dalibor Nesnídal und das Hauptthema – die Suche nach dem Sinn des Lebens.

## Bibliografie
- Der Vollbusige Mann und der Dieb der Geschichten – ein Reiseroman mit autobiografischen Wurzeln, 2003
- Der Fliegende Jaguar – eine Roman, geschrieben in Rekordzeit, nachdem die Themen per Los gewählt wurden, 2004
- Die Wahrheit Sprechen – ein brutaler Roman über die Liebe zum Leben. Nach wahren Begebenheiten, 2008
- Ich Starb am Samstag – Ein Haus. Ein Bauherr. Das Auge Gottes und ein Satz. Ein Haus in dem sonderbare Dinge geschahen. Wonach wählt Gott aus? Was geschieht nach dem Tod?, 2011
- Der Sohn des Windes und der Vollbusige Mann – eine Erzählung über eine Veränderung, die so groß ist, dass sie sich der Mensch überhaupt nicht vorstellen kann. Über die Schamanenprüfung und ein unerwartetes Geschenk – Nichtgeschenk aus dem Urwald, 2013.
- Das Lächeln der Traurigen Männer  – Wenn Sie ganz unten sind, müssen Sie sich vom Grund abstoßen, 2014